# Marta Jujka
Marta Katarzyna Jujka, coniugata Witkowska (Poznań, 12 dicembre 1988), è un'ex cestista polacca.

## Carriera
Con la Polonia ha disputato i Campionati europei del 2015.